# Radu IV cel Mare
Radu IV cel Mare (« le Grand ») (1467 mort en avril 1508), prince de Valachie 1495 à 1508.

## Origine
Radu IV est le troisième enfant et le deuxième fils survivant de Vlad IV Călugărul et de son épouse Rada. Né en 1467, il devient le corégent de son père en 1492 puis il lui succède entre le 8 et le 15 septembre 1495 dans des circonstances obscures, son père ayant peut-être été déposé.

## Relations internationales
Bien que comme son père, il soit théoriquement un vassal de la Hongrie, Radu IV verse aux Ottomans un tribut annuel qu'il porte d'ailleurs de 8 000 à 12 000 pièces d'or. Son règne est paisible du fait de la conjoncture internationale de paix en Europe du sud-est liée à l'engagement des forces ottomanes contre l'Iran qui lui permet de maintenir de bonnes relations avec le roi de Hongrie Ladislas VII Jagellon. Il sert d'intermédiaire entre ses deux suzerains lors de la signature de la paix de 1503 dans la ville de Szeged. Le traité final précisait que la Valachie et la Moldavie étaient sous la suzeraineté de la couronne magyare et payaient tribut à la Sublime Porte.
Radu le Grand maintenait également de bonnes relations avec la Pologne bien qu'un contingent valaque de 2 000 hommes ait contribué à la victoire d'Étienne le Grand contre le roi Jean Ier Albert Jagellon lors de la bataille de Cosminului le 26 octobre 1497.
Le 28 octobre 1507 le prince Bogdan III le Borgne de Moldavie effectue une expédition militaire contre la Valachie et il s'avance et dévaste les villages des alentours de la ville de Râmnicu Sărat. Les causes de cette attaque ne sont pas connues peut-être s'agit-il de simples représailles après une incursion valaques dans la région de Putna menée par le boyard moldave Bogdan de Popesti, d'une action d'intimidation afin de dissuader son voisin de soutenir ce dernier éventuel prétendant au trône ou plus simplement de la volonté du jeune Bogdan III d'affirmer la continuité de la supériorité militaire de la Moldavie acquise pendant le règne précédent. L'ancien despote de Serbie Đurađ II Branković devenu le moine Maxime Branković nouvellement promu Métropolite de Belgrade qui se trouvait en Valachie en mission diplomatique pour le compte du roi de Hongrie s'interpose immédiatement entre les combattants en déclarant que les peuples des deux États étaient frères et qu'il ne devait pas se faire la guerre. Bogdan III retire ses troupes et la paix est restaurée entre les deux princes

## Relations avec l'Église orthodoxe

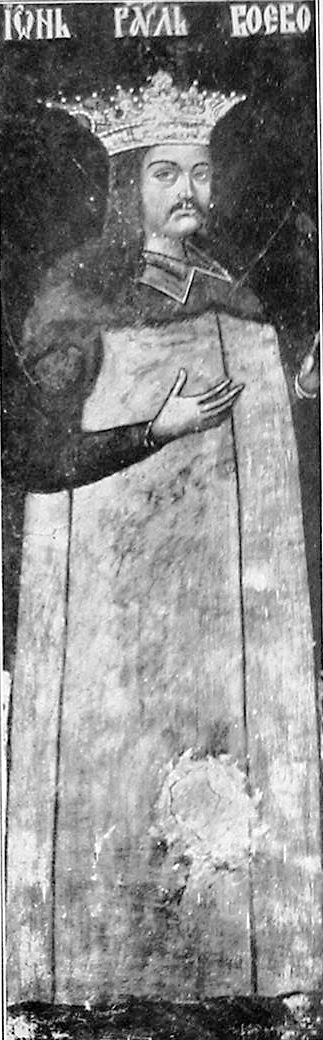
Radu cel Mare fresque de l'église épiscopal de Argeș.

Entre 1498 et 1500 Radu a fait réparer et agrandir le monastère de Dealu qui se trouvait aux environs de sa capitale Târgoviște et où il prévoyait d'établir sa sépulture. C'est également à Radu que l'on doit la réparation du monastère de Govora et la fondation près de la frontière serbe du monastère de Laposjna aujourd'hui en ruines.
Selon la tradition, le surnom de cel Mare (le Grand) lui a été donné par l'historiographie ecclésiastique pour avoir hébergé en Valachie entre 1503 et 1505 le patriarche œcuménique de Constantinople Niphon II qui avait été déposé par les turcs. Niphon a dirigé de facto l'église de Valachie quelque temps. Toutefois Radu se heurte à l'intransigeance du patriarche lorsque ce dernier refuse de célébrer l'union de sa sœur aînée Calpea avec un boyard moldave transfuge, le logothète Bogdan, parce que ce dernier était déjà marié. Le prince considère ce geste comme une insolence, mais pour ne pas compromettre sa position vis-à-vis de l'église, il fait en sorte que Niphon décide seul de partir de Valachie généreusement gratifié, ainsi que son entourage, par Radu.
Après le départ de Niphon, Radu cel Mare nomma comme métropolite Maxime Brankovic. Il a par ailleurs installé à Târgoviște l'imprimeur Macaire réfugié de Cetinje à Venise.
Radu a fait des donations importantes aux monastère de la République monastique du Mont-Athos et de Sainte Catherine du Sinaï (1497) et confirmé des donations en faveur de Saint-Panteleimon(1497 à 1502) et du Monastère de Docheiariou (1497) et dispensé ses bienfaits à plusieurs monastères serbes : monastère de Prohor Pčinjski, monastère de Visoki Dečani, monastère de Sopoćani pour lesquels son nom figure dans les listes de donateurs. Ces relations suivies avec les slaves du sud généreront ensuite des unions dynastiques de princes roumains avec des princesses issues des dynastes Branković.

## Fin de règne
Radu IV cel Mare continue de régner jusqu'à sa mort de maladie vers le 23 avril 1508 après une longue agonie, malgré les soins prodigués par un médecin de Sibiu nommé Franciscus. Il est inhumé au monastère de Dealu (roumain : Manastirea Dealu) près de Târgoviște. Cinq de ses fils seront également princes de Valachie.

## Conclusion
Alors que l'historien roumain Alexandru Dimitrie Xenopol à la fin du XIXe siècle remettait en cause la pertinence du surnom de « cel Mare » attribué à Radu IV, le Dr Radu-Ștefan Vergatti dans un travail récent estime qu'une étude poussée des documents relatifs au règne de ce prince infirment la conclusion de Xenopol et qu'en fait Radu cel Mare fut le digne prédécesseur du grand prince Neagoe qui s'était formé à sa cour sous son règne.

## Unions et postérité
Il eut six enfants de son mariage avec Cătălina din Sărata, fille du prince Ivan Crnojević :
- Radu V de la Afumați ;
- Radu VII Paisie ;
- Mircea V Ciobanul ;
- Cărstina, mariée avec Stanciul din Bratovoești mare Spătar (i.e Grand Connétable) en 1559 mort en 1577 ;
- Ana ;
- Boba, épouse Monce jupan et Logofăt (i.e Chancelier) tué par Vintilă.

Il avait par ailleurs deux fils illégitimes :
avec une femme appartenant à la noblesse de Furesti :
- Vlad VIII Vintilă de la Slatina ;

avec la dame de Hotărani sœur de la mère de Neagoe Basarab V :
- Radu VI Bădica.